# Daria Nauer
Daria Nauer (* 21. Mai 1966) ist eine ehemalige Schweizer Langstreckenläuferin.

## Werdegang
1993 stellte sie mit 15:18,00 min einen Schweizer Rekord im 5000-Meter-Lauf auf, der seitdem nur von Anita Weyermann übertroffen wurde.
Ihr grösster Erfolg war dann der Gewinn der Bronzemedaille im 10'000-Meter-Lauf der Leichtathletik-Europameisterschaften 1994 in Helsinki. Ihre damalige Zeit von 31:35,96 min ist bis heute (Stand Januar 2024) Schweizer Rekord über diese Distanz.
1994 gewann sie den Vancouver Sun Run (10 km) in 32:55 min. 1998 und 1999 siegte sie beim Kerzerslauf (15 km). Beim Berlin-Marathon 1999 stellte sie als Achte mit 2:32:38 h ihre persönliche Bestzeit im Marathonlauf auf, im Jahr darauf nahm sie in dieser Disziplin an den Olympischen Sommerspielen in Sydney teil und belegte Platz 38.